# Sergiu Bejan
Sergiu Vasile Bejan (n. 18 noiembrie 1996, Suceava, România) este un canotor român.

## Carieră
Sportivul a fost selecționat pentru lotul național de juniori de canotaj la vârsta de 14 ani. Cu barca României a devenit vicecampion european din 2020, 2021 și 2023. În 2018 și 2024 românii au obținut medalia de bronz.
În anul 2022 el a format o echipă cu Marius Cozmiuc la dublu rame. Cei doi au cucerit titlul atât la Campionatul European din 2022 cât și la Campionatul Mondial din acel an, devenind primii canotori români campioni mondiali în această probă. Sergiu Bejan a participat de două ori la Jocurile Olimpice. La Tokio 2020 s-a clasat pe locul 7 în proba de opt plus unu și la Paris 2024 a ocupat locul 5 în proba de patru rame.
În 2022 i s-a decernat titlul de cetățean de onoare al municipiului Câmpulung Moldovenesc.